# Ecologistes en Acció
Ecologistes en Acció és una confederació de més de 300 grups ecologistes d'Espanya amb una estructura assembleària, unificada al desembre de 1998.
Forma part de l'anomenat ecologisme social, que entén que els problemes mediambientals tenen el seu origen en un model de producció i consum cada vegada més globalitzat i insostenible (productivisme i consumisme), del que deriven també altres problemes socials; model que consideren necessari transformar si es vol evitar la crisi ecològica.

## Història
Des de 1978, any de la tercera i última reunió de la Federació del Moviment Ecologista es va produir una disgregació dels grups ecologistes de l'Estat. En els anys 90, l'evidència de la limitada capacitat del moviment ecologista per a generar respostes, va començar a impulsar un corrent favorable a la federació dels diferents col·lectius. Així, en 1998 va ser creat Ecologistes en Acció a partir de la confluència dels diversos grups ecologistes locals i regionals, molts dels quals ja s'havien agrupat en Aedenat (Associació Ecologista de Defensa de la Naturalesa) i la CODA (Coordinadora d'Organitzacions de Defensa Ambiental), així com en altres grups ecologistes lligats a l'esquerra. Entre els membres fundadors destaquen històrics de l'ecologisme espanyol com Ramón Fernández Durán o Santiago Martín Barajas.
L'objectiu de la seua creació fou esdevindre una confederació ecologista en xarxa amb un nom comú que potencie la seua presència en la societat, de manera que l'activisme en els grups menuts puga tenir un impacte equiparable a associacions com Greenpeace, WWF/Adena, Amics de la Terra o SEO/Birdlife. No obstant això, de la unificació es van excloure per pròpia voluntat alguns grups grans com el GOB, a les Illes Balears, o Acció Ecologista Agró, al País Valencià, així com la majoria dels grups catalans. Aquests últims constituirien, en 2002, la Federació d'Ecologistes de Catalunya.

## Àrees de treball i objectius
Els àmbits d'actuació, sovint entrellaçats, són els següents:
- Agroecologia: lluita contra els transgènics i promoció de l'agricultura ecològica.[4]
- Aigua: ús sostenible dels recursos hídrics, especialment de les aigües continentals; destaquen les campanyes contra el Pla Hidrològic Nacional.
- Animals: denuncia activitats que consideren comporten crueltat envers els animals, sent partidaris de l'abolició de les corregudes de bous.[5][6]
- Antiglobalització: campanyes contra la globalització econòmica i qualsevol acte d'àmbit internacional.
- Canvi climàtic: campanyes d'alerta contra l'escalfament global i la combustió.[7]
- Consum: denúncia del malbaratament provocat per l'economia productivista.[8][9]
- Contaminació: denúncia de les diferents formes de contaminació, des de l'atmosfèrica fins a la lumínica, entre d'altres.[10]
- Energia: denuncia els impactes ambientals provocats per les diferents formes d'obtenció d'energia, lligada amb l'àrea de canvi climàtic i els residus perillosos, com els nuclears[11][12]
- Mar: promou l'explotació sostenible del medi marí i denuncia episodis de perill de contaminació marina, com en el cas dels petroliers, o les agressions al litoral.
- Naturalesa: promou la protecció d'espais naturals, incloent les vies pecuàries, i denuncia les agressions a les àrees protegides.
- Patrimoni: dedicada a denunciar les agressions contra el patrimoni històric.
- Residus: promou la reducció de residus en els sistemes de producció moderna i denuncia les males pràctiques en la gestió de residus, incloent el desinterès en el reciclatge o els abocaments incontrolats de residus perillosos.
- Transport: denuncia la insostenibilitat del sistema de transport actual, basat en el transport privat (cotxe) i en la construcció d'infraestructures d'alta velocitat o aeroports, i promou usos més sostenibles com el transport públic carregat amb electricitat renovable i la bicicleta.
- Urbanisme: denuncia els abusos urbanístics i la insostenibilitat del model urbanístic modern.[13][14]
- Defensa jurídica: dedicada a fer costat als diferents grups en les denúncies d'agressions ambientals, així com a elaborar propostes normatives i a formar a membres de l'organització.